# 89

89(팔십구)는 88보다 크고 90보다 작은 자연수다.

## 수학
- 24번째 소수(素數)다. 앞의 소수는 83, 다음 소수는 97이다.
  - 10번째 소피 제르맹 소수(↔ 179)다. 앞의 소피 제르맹 소수는 83, 다음은 113이다.
- 11번째 피보나치 수다. 앞의 피보나치 수는 55, 다음은 144다.
- 피타고라스 삼조의 빗변의 길이이다. ({\displaystyle 39^{2}+80^{2}=89^{2}})[a]
- {\displaystyle 89=8^{1}+9^{2}}
  - 각 자릿수(8, 9)의 순차적 거듭제곱의 합으로 이루어진 수다.
- {\displaystyle 89=5^{2}+8^{2}=25+64}
  - 서로 다른 두 자연수의 제곱합으로 나타낼 수 있는 수다.

## 과학
- 악티늄(Ac)의 원자번호.
- NGC 89: 봉황자리 방향에 있는 은하.

## 교통
- 유럽 고속도로 89호선: 튀르키예 게레데(영어판)에서 앙카라까지 이어지는 유럽 고속도로.
- 현도 제89호선

## 군사
- U-89: 독일의 군용 잠수함. 제1차 세계 대전에 사용된 1916년제 모델(영어판)과 제2차 세계 대전에 사용된 1941년제 모델(영어판)이 있다.

## 문화유산
- 대한민국의 국보 제89호: 평양 석암리 금제 띠고리
- 대한민국의 보물 제89호: 영암 도갑사 석조여래좌상
- 대한민국의 사적 제89호: 부여 석성산성

## 방송
- 스카이라이프의 채널뷰 채널 번호.
- 지니 TV의 디원TV 채널 번호.
- U+ TV의 채널이엠 채널 번호.
- LG헬로비전의 펀TV 채널 번호.
- B tv 케이블의 MBC 온 채널 번호.

## 기타
- 날짜: 8월 9일
- 연도: 89년, 기원전 89년
- 89가지 마음
- 89식 장갑전투차